# Brunia villosa
Brunia villosa är en tvåhjärtbladig växtart som beskrevs av Ernst Meyer, William Henry Harvey och Sond. Brunia villosa ingår i släktet Brunia och familjen Bruniaceae. Inga underarter finns listade.